# Provincie Hitači

Mapa japonských provincií se zvýrazněnou provincií Hitači

Provincie Hitači (japonsky: 常陸国; Hitači no kuni) byla stará japonská provincie ležící na východním pobřeží ostrova Honšú. Byla rovněž nazývána Džóšú (常州). Na jejím území se v současnosti rozkládá prefektura Ibaraki. Sousedila s provinciemi Iwaširo, Iwaki, Šimousa a Šimocuke.
Starobylé provinční hlavní město a chrám se nacházely v blízkosti dnešního města Išioka, kde byly odkryty při vykopávkách. Hlavní svatyně provincie ležela dále na východ u Kašimy. Během období Sengoku byla oblast Hitači rozdělená mezi několik daimjóů, ale hlavní hradní město bylo skoro vždy v současném městě Mito.